# Ервин Хохштресер
Ервин Хохштресер (1911 - 15. новембар 1980)  био је швајцарски фудбалер који је био члан репрезентације Швајцарске на Светском првенству у фудбалу 1934. године. Такође је играо за ФК Лозана-Спорт и Јанг Бојс.

## Репрезентација
Његов први наступ за репрезентацију био је против Румуније 29. октобра 1933. године, а то је била друга утакмица Швајцарске у квалификацијама за Светско првенство у фудбалу 1934. године. Постигао је свој први и једини репрезентативни гол, изједначивши резултат за Швајцарску и квалификујући је за Светско првенство у фудбалу 1934. године.
Био је део швајцарског тима на Светском првенству у фудбалу 1934. године , али није играо на финалном турниру.
Његов други и последњи наступ за репрезентацију био је против Немачке 19. новембра 1933. године у пријатељској утакмици.

## Смрт
Умро је у Лозани 15. новембра 1980. године.